# Портрет Луи Франсуа Бертена
Портрет Луи Франсуа Бертена (фр. Louis-Francois Bertin) — известный портрет кисти художника Жана-Огюста Доминика Энгра, представителя академизма XIX  века.

## Описание
Старый и болезненный Луи Франсуа Бертен (в возрасте 66 лет) сидит в кресле на фоне пустого помещения. Он тяжело оперся на колени, из-за того что страдал одышкой. Седые волосы не убраны и взлохмачены. Мрачный, циничный взгляд выдает человека завистливого, кощунственного, почерствевшего от неприятностей, ко многому равнодушного. Позади тяжело и неприятно прожитая жизнь, разочарование в политике, террор французской революции 1789−1793 года, безумные, развратные наслаждения и разрушенное здоровье. О благосостоянии Бертена говорит дорогое кресло и дорогая одежда, золотые карманные часы. Но для Бертена и это уже привычно и серо.
Портрет Бертена очень быстро стал символическим. Дальновидные современники называли его «Буддой буржуазии». Впоследствии он стал предметом политической сатиры и карикатур.

## Провенанс
После смерти Бертена его портрет кисти Энгра унаследовала дочь Луиза Бертен. Она завещала портрет племяннице Марии. В свою очередь племянница Марии, Сесиль Бапст, унаследовавшая портрет, продала его музею Лувр в 1897 году.

## Критика
Картина была выставлена в Салоне 1833 года вместе с «Портретом мадам Дювоси» 1807 года, где получила почти всеобщее признание и стала самой успешной работой Энга на тот момент. Критики хвалили мастерство рисования, но некоторые считали, что портрет является примером слабости Энгра как колориста. Жене Бертена Луи-Мари картина не понравилась, а его дочь Луиза считала, что она превратила ее отца из «великого лорда» в «толстого фермера».